# Hegau

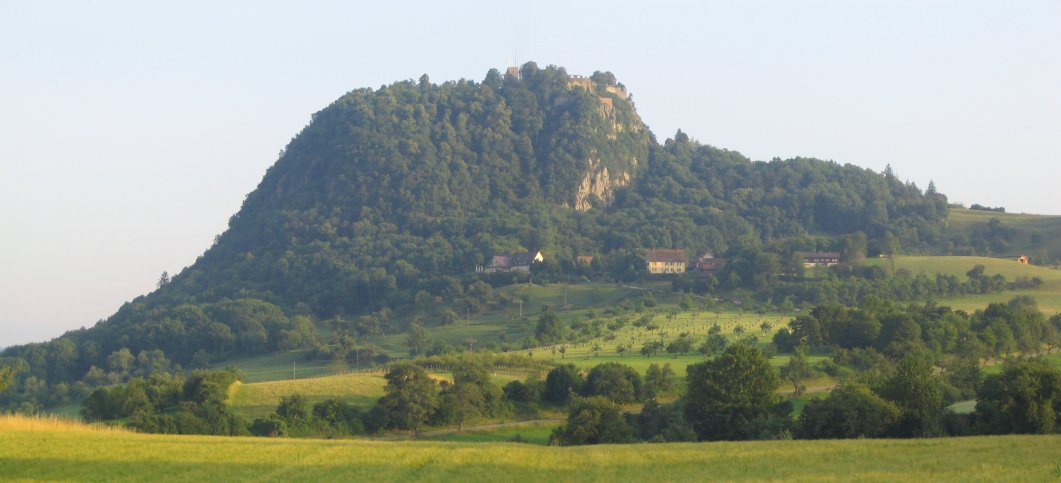
De berg Hohentwiel, een vroegere vulkaankegel, met die gelijknamige vesting

De Hegau is een landstreek in het zuiden van de Duitse deelstaat Baden-Württemberg die tijdens het Mioceen, ongeveer 14 miljoen jaar geleden, door vulkanisme gevormd is. De Hegau grenst in het oosten aan het Bodenmeer, in het zuiden aan de Hoogrijn, in het noorden aan de Donau en in het westen aan de Randen, een zuidwestelijke uitloper van de Schwäbische Alb.
De berg Hohentwiel is de meest zuidelijke van een reeks oude vulkaankegels in de Hegau. Andere zijn de Hohenkrähen, de Hohenstoffeln en de Hohenhewen.